# Каскини, Хуан Баутиста
Хуа́н Баути́ста Каски́ни (исп. Juan Bautista Cascini; 4 июня 1997 года, Ла-Плата, провинция Буэнос-Айрес) — аргентинский футболист, играющий на позиции полузащитника. Выступает за румынский клуб «УТА Арад».

## Биография
Каскини является воспитанником «Эстудиантеса». 28 августа 2016 года дебютировал в аргентинском чемпионате в поединке против «Тигре», выйдя на замену на 82-й минуте вместо Исраэля Дамонте. Всего в дебютном сезоне провёл 11 встреч, забил один мяч.
В 2019—2022 годах играл в Румынии — сначала в «Ботошани», а затем в «Академике Клинчени».
В апреле 2022 года перешёл в боливийский «Стронгест».
В июле 2022 года стал игроком румынского «УТА Арада».